# کندی‌من (فیلم ۲۰۲۱)
کندی‌من (انگلیسی: Candyman) یک فیلم اسلشر فراطبیعی ترسناک آمریکایی به کارگردانی نیا داکوستا و نویسندگی جوردن پیل، وین روزنفلد و داکوستا است. این فیلم دنبالهٔ مستقیمی از فیلمی به همین نام در ۱۹۹۹ است و چهارمین قسمت از مجموعهٔ فیلم کندی‌من محسوب می‌شود. در این فیلم یحیی عبدالمتین دوم، تیونا پریس، ناتان استیورات-جارت و کولمن دومینگو ایفای نقش می‌کنند. همچنین ونسا ای ویلیامز، تونی تاد و ویرجینیا مادسن به‌طور مختصر نقش خود را از فیلم اصلی بازگو می‌کنند.
برنامه‌ها برای فیلمی دیگر از کندی‌من ابتدا در اوایل دههٔ ۲۰۰۰ مطرح شد و کارگردان اصلی فیلم، برنارد رز، می‌خواست فیلمی پیش‌درآمد دربارهٔ عشق کندی‌من و هلن بسازد. با این حال، استودیو آن را رد کرد و پروژه رها شد. جوردن پیل در سال ۲۰۱۸، به عنوان تهیه‌کنندهٔ، برای تولید فیلم جدیدی با شرکت خود، مانکیپاو پروداکشنز، قرارداد بست. سپس در نوامبر همان سال تأیید شد که پیل فیلم را با یونیورسال پیکچرز و مترو گلدوین مایر تولید خواهد کرد. او با وین روزنفلد همکاری کرد تا فیلم را تولید کند و در همین حین نیا داکوستا به عنوان کارگردان فیلم قرارداد امضا کرد. فیلم‌برداری اصلی فیلم در اوت ۲۰۱۹ آغاز شد و در سپتامبر ۲۰۱۹ در شیکاگو، ایلینوی به پایان رسید.
کندی‌من در ۲۷ اوت ۲۰۲۱ به‌صورت سینمایی از طریق یونیورسال پیکچرز در ایالات متحده منتشر شد. تاریخ انتشار این فیلم سه بار از تاریخ اصلی ژوئن ۲۰۲۰ به دلیل نگرانی در مورد همه‌گیری کووید-۱۹ به تأخیر افتاد. این فیلم نقدهای مثبتی از سوی منتقدان را دریافت کرده‌است. کارگردانی داکستا و ترکیب تفسیر اجتماعی با وحشت در این فیلم مورد تحسین قرار گرفت.